# Superclásico de las Américas de 2014
El Superclásico de las Américas de 2014 fue la tercera edición de esta competición sudamericana. Por primera vez, por tratarse de una Fecha FIFA, se pudieron convocar a cualquier jugador argentino o brasilero que deseen los entrenadores (antes era únicamente con jugadores que se desempeñan en la Primera División argentina o la Serie A brasileña). El partido se disputó por primera vez fuera de América del Sur, fue en China en un único partido en el Bird Nest Stadium (Estadio Nacional de Pekín).

## Sede
| Pekín                     |
| ------------------------- |
| Estadio Nacional de Pekín |
| Capacidad: 80 000         |
|                           |

## Partido
| 1     | POR   | Jefferson Galvão     |       |
| 3     | DEF   | João Miranda         |       |
| 6     | DEF   | Filipe Luís          |       |
| 4     | DEF   | David Luiz           | 90'   |
| 2     | DEF   | Danilo Luiz da Silva |       |
| 19    | MED   | Willian Borges       |       |
| 17    | MED   | Luiz Gustavo         |       |
| 22    | MED   | Elias Trindade       |       |
| 11    | MED   | Oscar Emboaba        |       |
| 9     | DEL   | Diego Tardelli       | 82'   |
| 10    | DEL   | Neymar Jr            | 90+5' |
| D. T. | D. T. | Carlos Dunga         |       |

| 1     | POR   | Sergio Romero      |     |
| 15    | DEF   | Martín Demichelis  |     |
| 4     | DEF   | Pablo Zabaleta     |     |
| 17    | DEF   | Federico Fernández |     |
| 16    | DEF   | Marcos Rojo        |     |
| 14    | MED   | Javier Mascherano  |     |
| 7     | MED   | Ángel Di María     |     |
| 23    | MED   | Roberto Pereyra    | 76' |
| 18    | MED   | Erik Lamela        | 61' |
| 10    | DEL   | Lionel Messi       |     |
| 11    | DEL   | Sergio Agüero      | 61' |
| D. T. | D. T. | Gerardo Martino    |     |

| 20 | MED | Ricardo Kaká     | 82'   |
| 14 | DEF | Carlos Gil       | 90'   |
| 7  | DEL | Robinho de Souza | 90+5' |

| 9  | DEL | Gonzalo Higuaín | 61' |
| 22 | MED | Javier Pastore  | 61' |
| 8  | MED | Enzo Pérez      | 76' |

| 28' · 64' | Diego Tardelli | 1:0 2:0 |

| 19' · 40' | David Luiz Danilo Luiz da Silva |

| 47' · 50' | Javier Mascherano Federico Fernández |

| Principal  | Fan Qi      |
| Asistentes | Huo Weiming |
|            | Mu Yuxin    |
| Cuarto     | Wang Zhe    |

|  |                    |     |     |
|  | Tiros              | 5   | 15  |
|  | Tiros a puerta     | 3   | 6   |
|  | Faltas             | 14  | 17  |
|  | Saques de esquina  | 6   | 7   |
|  | Penaltis           | 0   | 1   |
|  | Fueras de juego    | 4   | 0   |
|  | Posesión del balón | 38% | 62% |

| 1     | POR   | Jefferson Galvão     |       |
| 3     | DEF   | João Miranda         |       |
| 6     | DEF   | Filipe Luís          |       |
| 4     | DEF   | David Luiz           | 90'   |
| 2     | DEF   | Danilo Luiz da Silva |       |
| 19    | MED   | Willian Borges       |       |
| 17    | MED   | Luiz Gustavo         |       |
| 22    | MED   | Elias Trindade       |       |
| 11    | MED   | Oscar Emboaba        |       |
| 9     | DEL   | Diego Tardelli       | 82'   |
| 10    | DEL   | Neymar Jr            | 90+5' |
| D. T. | D. T. | Carlos Dunga         |       |

| 1     | POR   | Sergio Romero      |     |
| 15    | DEF   | Martín Demichelis  |     |
| 4     | DEF   | Pablo Zabaleta     |     |
| 17    | DEF   | Federico Fernández |     |
| 16    | DEF   | Marcos Rojo        |     |
| 14    | MED   | Javier Mascherano  |     |
| 7     | MED   | Ángel Di María     |     |
| 23    | MED   | Roberto Pereyra    | 76' |
| 18    | MED   | Erik Lamela        | 61' |
| 10    | DEL   | Lionel Messi       |     |
| 11    | DEL   | Sergio Agüero      | 61' |
| D. T. | D. T. | Gerardo Martino    |     |

| 20 | MED | Ricardo Kaká     | 82'   |
| 14 | DEF | Carlos Gil       | 90'   |
| 7  | DEL | Robinho de Souza | 90+5' |

| 9  | DEL | Gonzalo Higuaín | 61' |
| 22 | MED | Javier Pastore  | 61' |
| 8  | MED | Enzo Pérez      | 76' |

| 28' · 64' | Diego Tardelli | 1:0 2:0 |

| 19' · 40' | David Luiz Danilo Luiz da Silva |

| 47' · 50' | Javier Mascherano Federico Fernández |

| Principal  | Fan Qi      |
| Asistentes | Huo Weiming |
|            | Mu Yuxin    |
| Cuarto     | Wang Zhe    |

|  |                    |     |     |
|  | Tiros              | 5   | 15  |
|  | Tiros a puerta     | 3   | 6   |
|  | Faltas             | 14  | 17  |
|  | Saques de esquina  | 6   | 7   |
|  | Penaltis           | 0   | 1   |
|  | Fueras de juego    | 4   | 0   |
|  | Posesión del balón | 38% | 62% |

| 1     | POR   | Jefferson Galvão     |       |
| 3     | DEF   | João Miranda         |       |
| 6     | DEF   | Filipe Luís          |       |
| 4     | DEF   | David Luiz           | 90'   |
| 2     | DEF   | Danilo Luiz da Silva |       |
| 19    | MED   | Willian Borges       |       |
| 17    | MED   | Luiz Gustavo         |       |
| 22    | MED   | Elias Trindade       |       |
| 11    | MED   | Oscar Emboaba        |       |
| 9     | DEL   | Diego Tardelli       | 82'   |
| 10    | DEL   | Neymar Jr            | 90+5' |
| D. T. | D. T. | Carlos Dunga         |       |

| 1     | POR   | Sergio Romero      |     |
| 15    | DEF   | Martín Demichelis  |     |
| 4     | DEF   | Pablo Zabaleta     |     |
| 17    | DEF   | Federico Fernández |     |
| 16    | DEF   | Marcos Rojo        |     |
| 14    | MED   | Javier Mascherano  |     |
| 7     | MED   | Ángel Di María     |     |
| 23    | MED   | Roberto Pereyra    | 76' |
| 18    | MED   | Erik Lamela        | 61' |
| 10    | DEL   | Lionel Messi       |     |
| 11    | DEL   | Sergio Agüero      | 61' |
| D. T. | D. T. | Gerardo Martino    |     |

| 20 | MED | Ricardo Kaká     | 82'   |
| 14 | DEF | Carlos Gil       | 90'   |
| 7  | DEL | Robinho de Souza | 90+5' |

| 9  | DEL | Gonzalo Higuaín | 61' |
| 22 | MED | Javier Pastore  | 61' |
| 8  | MED | Enzo Pérez      | 76' |

| 28' · 64' | Diego Tardelli | 1:0 2:0 |

| 19' · 40' | David Luiz Danilo Luiz da Silva |

| 47' · 50' | Javier Mascherano Federico Fernández |

| Principal  | Fan Qi      |
| Asistentes | Huo Weiming |
|            | Mu Yuxin    |
| Cuarto     | Wang Zhe    |

|  |                    |     |     |
|  | Tiros              | 5   | 15  |
|  | Tiros a puerta     | 3   | 6   |
|  | Faltas             | 14  | 17  |
|  | Saques de esquina  | 6   | 7   |
|  | Penaltis           | 0   | 1   |
|  | Fueras de juego    | 4   | 0   |
|  | Posesión del balón | 38% | 62% |

| 1     | POR   | Jefferson Galvão     |       |
| 3     | DEF   | João Miranda         |       |
| 6     | DEF   | Filipe Luís          |       |
| 4     | DEF   | David Luiz           | 90'   |
| 2     | DEF   | Danilo Luiz da Silva |       |
| 19    | MED   | Willian Borges       |       |
| 17    | MED   | Luiz Gustavo         |       |
| 22    | MED   | Elias Trindade       |       |
| 11    | MED   | Oscar Emboaba        |       |
| 9     | DEL   | Diego Tardelli       | 82'   |
| 10    | DEL   | Neymar Jr            | 90+5' |
| D. T. | D. T. | Carlos Dunga         |       |

| 1     | POR   | Sergio Romero      |     |
| 15    | DEF   | Martín Demichelis  |     |
| 4     | DEF   | Pablo Zabaleta     |     |
| 17    | DEF   | Federico Fernández |     |
| 16    | DEF   | Marcos Rojo        |     |
| 14    | MED   | Javier Mascherano  |     |
| 7     | MED   | Ángel Di María     |     |
| 23    | MED   | Roberto Pereyra    | 76' |
| 18    | MED   | Erik Lamela        | 61' |
| 10    | DEL   | Lionel Messi       |     |
| 11    | DEL   | Sergio Agüero      | 61' |
| D. T. | D. T. | Gerardo Martino    |     |

| 20 | MED | Ricardo Kaká     | 82'   |
| 14 | DEF | Carlos Gil       | 90'   |
| 7  | DEL | Robinho de Souza | 90+5' |

| 9  | DEL | Gonzalo Higuaín | 61' |
| 22 | MED | Javier Pastore  | 61' |
| 8  | MED | Enzo Pérez      | 76' |

| 28' · 64' | Diego Tardelli | 1:0 2:0 |

| 19' · 40' | David Luiz Danilo Luiz da Silva |

| 47' · 50' | Javier Mascherano Federico Fernández |

| Principal  | Fan Qi      |
| Asistentes | Huo Weiming |
|            | Mu Yuxin    |
| Cuarto     | Wang Zhe    |

|  |                    |     |     |
|  | Tiros              | 5   | 15  |
|  | Tiros a puerta     | 3   | 6   |
|  | Faltas             | 14  | 17  |
|  | Saques de esquina  | 6   | 7   |
|  | Penaltis           | 0   | 1   |
|  | Fueras de juego    | 4   | 0   |
|  | Posesión del balón | 38% | 62% |

| Bandera de Brasil         |
| Campeón Brasil 3.º título |

## Cobertura televisiva

### Sudamérica
- Latinoamérica: ESPN

- Argentina: América 2 y TyC Sports

- Brasil: Rede Globo y SporTV

- Uruguay: Tenfield*

- Paraguay: Red Guaraní y Tigo Sports

- Ecuador: Teleamazonas

- Colombia: Caracol Televisión

NOTA: Por un tema de horarios, el partido en Uruguay solo se pudo ver en vivo a través de DirecTV Sports y Cablevisión

### Norteamérica
- México: TVC Deportes

- Canadá: TSN